# Либенвейн, Максимилиан
Максимилиан Либенвейн (нем. Maximilian Liebenwein; 11 апреля 1869, Вена — 17 июля 1926, Мюнхен) — австрийский художник, график и книжный иллюстратор, много лет проживший и проработавший также в Германии. Создавал свои работы в различных художественных стилях, от импрессионизма до немецкого югендштиля (модерн).

## Жизнь и творчество
Родился в состоятельной семье, его дядя был судебным врачом, а дед будущего художника служил камердинером императора Франца-Иосифа I. После окончания венской гимназии Максимилиан Либенсвейн обучался в художественной школе при Академии изящных искусств Вены (в 1887—1891 годы) рисунку в классе юлиуса Виктора Бергера и исторической живописи у Йозефа Тренквальда. Продолжил обучение в Карлсруэ у Каспара Риттера и у Генриха Цюгеля, в мастерской которого в Мюнхене Либенсвейн работал в 1895—1897 годах. С 1897 года он уже ведёт в Мюнхене жизнь свободного художника. В 1899 году либенсвейн переезжает в одну из башен замка Бургхаузен близ Зальцаха, которую обустоил в своём вкусе как произведение в стиле «югендштиль».
В 1900 году Либенвейн завоёвывает приз шоколадной фирмы «Людвиг Штольверк» за эскизы к оформлению коллекционного альбома фирмы. В 1900 году художник становится членом движения Венский Сецессион, и в 1912 году избирается его вице-президентом. В 1904 он вступает в Немецкий союз художников (Deutscher Künstlerbund) в Веймаре, в 1909 году — в состав «группы Лиутпольда» в Мюнхене. В 1907—1908 он пишет для банка в Линце фасад монументальной настенной живописью (т. н. «Либенвейн-фпиз»). В 1909 году он награждается золотой государственной медалью в Граце. Художник возвращается в Вену и здесь до 1914 года руководит основанной им школой живописи и рисунка (открытой для поступления также для девочек), но летние месяцы Либенвейн проводит по-прежнему в замке Бургхаузен. В 1910 году он создаёт монументальное полотно для зала Первой международной охотничьей выставки.
В 1915—1918 годы, с началом Первой мировой войны, Максимилиан слуюит офицером в австро-венгерской армии. Он создаёт многочисленные эскизы о войне и 54 альбома рисунков на военную тему. В 1919-12925 годах художник пишет большой цмкл работ из жизни Марии-Богоматери.

## Галерея
- Экслибрис Максимилиана и Анны Либенвейн
- Женщина, читающая книгу, (1907)
- св.Барбара, святая покровительница артиллеристов (карточка военной благотворительности).
- Св.Георг (1906)
- Путь Марии через горы (1911)

## Дополнения
1. 1 2  Maximilian Liebenwein (нидерл.)
2. 1 2 3 4 5 6  Deutsche Nationalbibliothek Record #128493062 // Gemeinsame Normdatei (нем.) — 2012—2016.